# Deutsches Wörterbuch

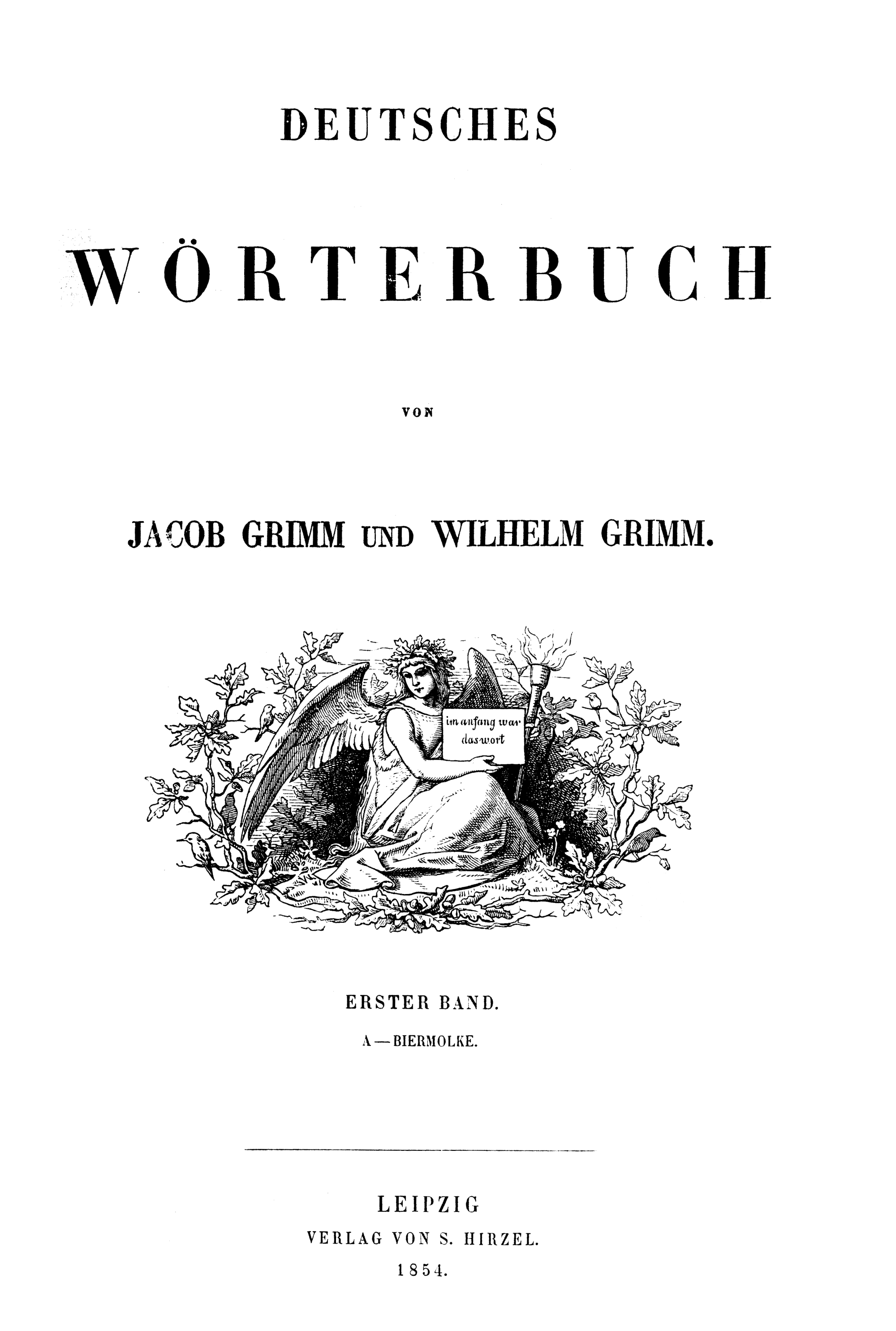
Titelblad van het eerste deel

Het Deutsches Wörterbuch (afgekort DWB of "de Grimm") is een Duitstalig woordenboek met als doelstelling het verzamelen van zo veel mogelijk woorden en de etymologie daarvan. Het is door de Gebroeders Grimm in 1838 begonnen en pas in 1960 afgerond.
Het woordenboek bestaat uit 32 delen en omvat ongeveer 350.000 lemma's. In 1971 werd een supplement met referenties gepubliceerd.